# Cinema de França

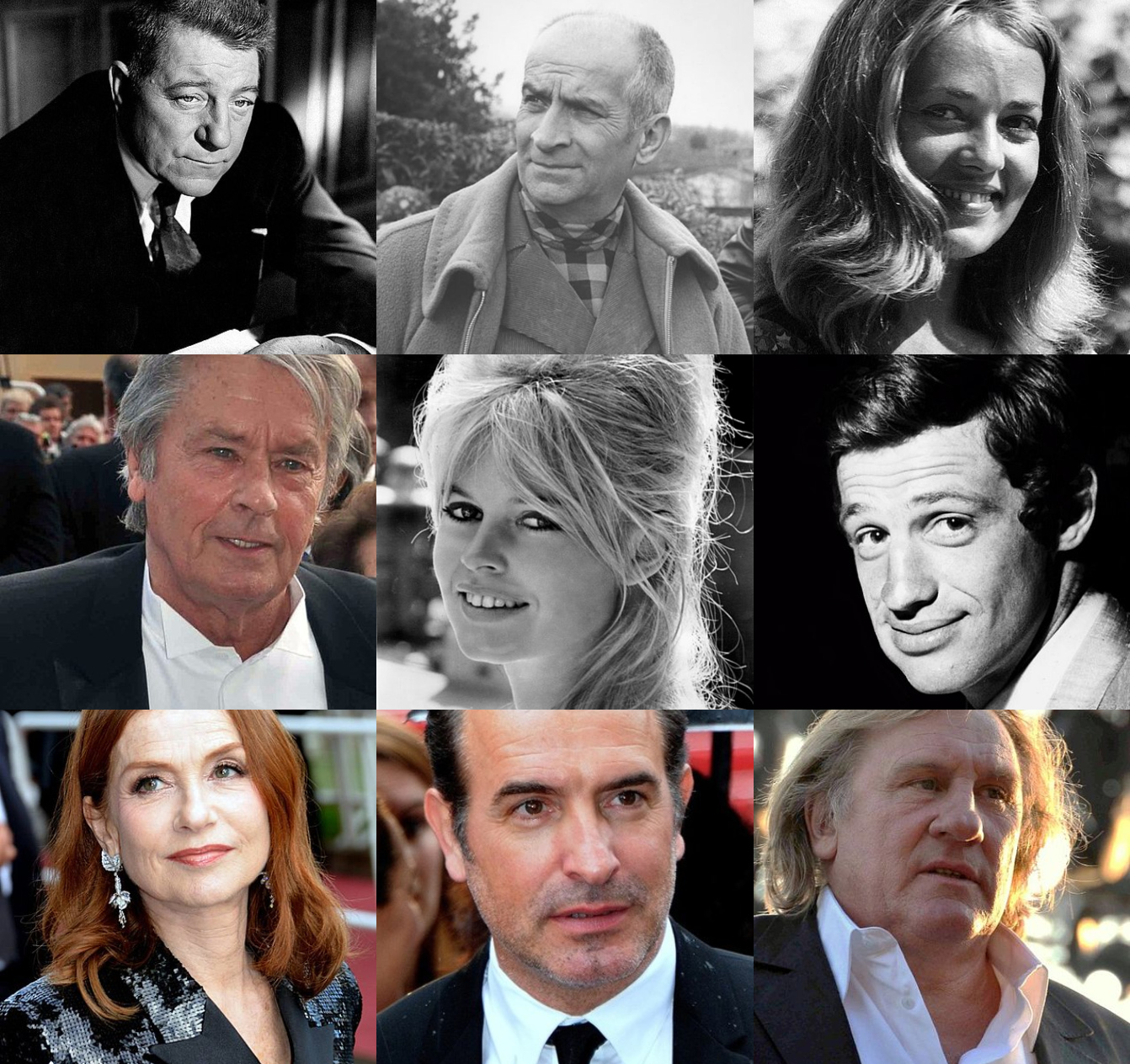
Jean Gabin, Louis de Funès, Jeanne Moreau, Alain Delon, Brigitte Bardot, Jean-Paul Belmondo, Isabelle Huppert, Jean Dujardin, Gérard Depardieu.

El cinema francès comprèn tant les pel·lícules fetes a França com les pel·lícules dirigides per directors francesos o finançades amb capital francès, encara que parcialment. França és considerat com el país que va veure néixer el cinema i va tenir un paper fonamental en el seu inicial desenvolupament i en la seva posterior consolidació, amb la qual el gènere cinematogràfic ha passat a ser popularment conegut com el setè art. Als inicis del cinema mut, empreses franceses van construir sales de cinema arreu d'Europa i van crear filials per tal d’'exportar i fer conèixer les seves pel·lícules a l'estranger. El cinema francès, aleshores, marcava les tendències i l'estil del nou i insípid gènere artístic. Per altra banda, al llarg dels primers 100 anys d'història del cinema, diversos moviments cinematogràfics han tingut origen a França, destacant entre ells la nouvelle vague.
La important protecció estatal amb la qual ha comptat tradicionalment el cinema francès ha contribuït a consolidar una forta indústria cinematogràfica al país. Però a part d'aquesta sòlida cultura cinematogràfica a nivell nacional, històricament França ha sigut també un focus d'atracció a nivell europeu i mundial. Per aquest motiu, el cinema francès ha superat les seves fronteres nacionals fins a arribar a mesclar-se amb el cinema d'altres nacions. Exemples d'aquesta internacionalització en són directors polonesos com Roman Polanski i Krzysztof Kieslowski, directors russos com Alexandre Alexeieff i Anatole Litvak, o directors georgians com Gela Babluani i Otar Iosseliani, el cinema dels quals ha tingut molt bona acollida a França, país que els ha reconegut equivalentment als directors natius. A la inversa, directors francesos han tingut un paper molt important en el desenvolupament del cinema a altres països, com per exemple Jean Renoir, Jacques Tourneur, Jean-Jacques Annaud, Jean-Pierre Jeunet, Luc Besson o Francis Veber.

## Història
A la fi del segle xix, durant els primers anys del cinema, França va ser pionera en diversos aspectes. Els Germans Lumière van inventar el cinematògraf seva projecció de L'arrivée d'un train en gare de La Ciotat (L'arribada d'un tren a l'estació de la Ciotat) a París en 1895 és considerada per molts historiadors com el naixement oficial del cinema. Durant els següents anys, els directors de cinema de tot el món van començar a experimentar amb aquest nou mitjà. El francès Georges Méliès va ser influent, ja que va inventar moltes de les tècniques ara comunes en el llenguatge cinematogràfic, i va fer la primera pel·lícula de ciència-ficció Le Voyage dans la Lune (Viatge a la Lluna) en 1902.1
Altres persones i organitzacions d'aquest període inclouen a Léon Gaumont i Pathé. Alice Guy Blaché va ser una de les pioneres del cinema. Va fer la seva primera pel·lícula en 1896, La Fée aux Choux, i va ser cap de producció en Gaumont (1897-1906), on va fer en total unes 400 pel·lícules. La seva carrera va continuar als Estats Units. Altres pioners que van treballar a França i als Estats Units van ser Maurice Tourneur i l'actor còmic Max Linder.
Durant el període entre la Primera Guerra Mundial i la Segona Guerra Mundial, Jacques Feyder es va convertir en un dels fundadors del realisme poètic en el cinema de França, sumat al fet de la fallida de les productores francesas.2
Començant l'any 1935, el reconegut dramaturg i actor Sacha Guitry va dirigir la seva primera pel·lícula. Va fer més de 30 pel·lícules que són vistes com les precursores de l'era "new wave".
El 1937 Jean Renoir, el fill del famós pintor Pierre-Auguste Renoir, va dirigir el que molts veuen com la seva primera obra mestra, La grande illusion. El 1939 Renoir va dirigir La regla del joc (La Règle du Jeu). Diversos crítics de cinema han citat a aquesta pel·lícula com una de les millors de tots els temps.
Les Enfants du paradis de Marcel Carné va ser filmada durant la Segona Guerra Mundial i estrenada el 1945. La pel·lícula de tres hores de durada va ser molt difícil de realitzar a causa de les condicions durant l'ocupació Nazi. Situada a París en 1828, la pel·lícula va ser votada "Millor pel·lícula francesa del segle" en una votació de 600 crítics i professionals francesos a la fi dels anys 1990.

### El cinema la IV República
A la revista crítica Cahiers du cinéma fundada per André Bazin, crítics i amants del cinema discutirien sobre el cinema i per què funcionava. La teoria cinematogràfica moderna va néixer allà. A més, els crítics de Cahiers com Jean-Luc Godard, François Leront, François Truffaut, Claude Chabrol, etc. van decidir fer pel·lícules, creant el que és conegut com a Nouvelle vague. Algunes de les primeres pel·lícules en aquest nou gènere van ser À bout de souffle (1970) de Jean-Luc Godard, protagonitzada per Jean-Paul Belmondo i Les Quatre Cent Coups (1959) de Truffaut protagonitzada per Jean-Pierre Léaud. Des de 1959 fins 1979 Truffaut va seguir el personatge de Léaud, Antoine Doinel, que s'enamora de Christine Darbon (Claude Jade de Topaz de Hitchcock) a Baisers volés, es casa amb ell en Domicile conjugal i se separa de la seva dona Christine en l'última pel·lícula post-New-Wave L'amour en fuite.

### Anys 1980
Quan Jean-Jacques Beineix va fer Diva (1981) va posar l'espurna del començament de l'onada dels anys 1980 del cinema francès. Les pel·lícules que van seguir a aquest despertar inclouen 37 ° 2 li matin (1986) per Beineix, El gran blau (Le Grand bleu, 1988) per Luc Besson i Els amants de Pont-Neuf (Les Amants du Pont-Neuf, (1991) per Léos Carax.

### Anys 1990
El 1991, Jean-Pierre Jeunet va fer Delicatessen, seguida per la pel·lícula de 1995 La ciutat dels nens perduts (La Cité des enfants perdus). Totes dues caracteritzades per un estil fantàstic diferent.
A mitjan 1990, Krzysztof Kieślowski va llançar la seva trilogia Tres colors: Tres colors: Blau, Tres colors: Blanc i Tres colors: Vermell.
La pel·lícula L'odi de 1995, de Mathieu Kassovitz, va convertir a Vincent Cassel en un estel. Per la seva banda, El cinquè element de Luc Besson es va convertir en una pel·lícula de culte.

### Anys 2000
El 2001, després d'un breu període a Hollywood amb la quarta pel·lícula d'Alien (Alien: Resurrecció), Jeunet va tornar a França amb Amélie (Le fabuleux destin d'Amélie Poulain), protagonitzada per Audrey Tautou i Mathieu Kassovitz.

### Anys 2010
Pel·lícules notables:
- De déus i homes de Xavier Beauvois el 2010.

- Intouchables (Intocable a Espanya i Amigos intocables a Hispanoamèrica) d'Olivier Nakache i Éric Toledano en 2011.
- La vida d'Adèle d'Abdellatif Kechiche el 2013.
- La família Bélier d'Éric Lartigau el 2014.